# 大西克也
大西 克也（おおにし かつや、1962年 - ）は、日本の中国語学者、東京大学教授。専門は古文字学、上古中国語の文法、戦国秦漢出土文字資料。

## 略歴
- 1985年3月 - 東京大学文学部中国語中国文学専修課程卒業。
- 1987年3月 - 東京大学大学院人文科学研究科中国語学専攻修士課程修了。
- 1990年3月 - 東京大学大学院人文科学研究科中国語学専攻博士課程退学。[1]

## 編著
- 『アジアと漢字文化』宮本徹 共著、放送大学教育振興会、2009年
- 『馬王堆出土文献訳注叢書 戦国縦横家書』大櫛敦弘 共著、東方書店、2015年
- 『ことばの危機 大学入試改革・教育政策を問う』阿部公彦・沼野充義・納富信留・安藤宏 共著、集英社新書、2020年